# Victor Mills
Victor Mills (Milford, 28 marzo 1897 – Tucson, 1º novembre 1997) è stato un chimico e inventore statunitense, dipendente della Procter & Gamble.

## Biografia
Fu l'inventore dei moderni pannolini e mutandine Pampers, del sapone Ivory e delle patatine Pringles.
Si laureò nel 1926 all'Università di Washington in ingegneria chimica. Morì all'età di 100 anni.